# Tendu
Tendu est une commune française située dans le département de l'Indre, en région Centre-Val de Loire.

## Géographie

### Localisation
La commune est située dans le sud du département, dans la région naturelle de la Brenne.
Les communes limitrophes sont : Chasseneuil (5 km), Mosnay (6 km), Le Pont-Chrétien-Chabenet (6 km), Saint-Marcel (6 km), La Pérouille (7 km), Le Pêchereau (7 km), Velles (9 km) et Luant (10 km).
Les communes chefs-lieux et préfectorales sont : Argenton-sur-Creuse (7 km), Châteauroux (21 km), La Châtre (34 km), Le Blanc (38 km) et Issoudun (47 km).

### Hameaux et lieux-dits
Les hameaux et lieux-dits de la commune sont : les Bellonnes, la Planchette, Lothiers-Gare, Fontgoin et les Moreaux.

### Géologie et hydrographie
Tendu dispose de trois cavités souterraines naturelles nommé « Résurgence de la Chaise, Perte des Thibauts et Gouffre de la Tuilerie ».
La commune est classée en zone de sismicité 2, correspondant à une sismicité faible.
Le territoire communal est arrosé par la rivière Bouzanne, de plus il possède les sources de la rivière Bouzanteuil.

### Climat
Pour des articles plus généraux, voir Climat du Centre-Val de Loire et Climat de l'Indre.
En 2010, le climat de la commune est de type climat océanique dégradé des plaines du Centre et du Nord, selon une étude du CNRS s'appuyant sur une série de données couvrant la période 1971-2000. En 2020, Météo-France publie une typologie des climats de la France métropolitaine dans laquelle la commune est exposée à un climat océanique altéré et est dans une zone de transition entre les régions climatiques « Centre et contreforts nord du Massif Central » et « Ouest et nord-ouest du Massif Central ».
Pour la période 1971-2000, la température annuelle moyenne est de 11,5 °C, avec une amplitude thermique annuelle de 15,1 °C. Le cumul annuel moyen de précipitations est de 788 mm, avec 11,8 jours de précipitations en janvier et 7,3 jours en juillet. Pour la période 1991-2020, la température moyenne annuelle observée sur la station météorologique de Météo-France la plus proche, « Jeu-les-Bois-Auto », sur la commune de Jeu-les-Bois à 18 km à vol d'oiseau, est de 12,0 °C et le cumul annuel moyen de précipitations est de 746,6 mm,. Pour l'avenir, les paramètres climatiques de la commune estimés pour 2050 selon différents scénarios d'émission de gaz à effet de serre sont consultables sur un site dédié publié par Météo-France en novembre 2022.

### Voies de communication et transports
L'autoroute A20 (L’Occitane) passe par le territoire communal et dessert un échangeur (numéro 16). On trouve aussi les routes départementales : 1A, 30, 30A, 40B, 137 et 951.
La ligne des Aubrais - Orléans à Montauban-Ville-Bourbon passe par le territoire communal, une gare (peu desservie) situé au lieu-dit Lothiers Gare, dessert la commune. L'autre gare ferroviaire la plus proche est la gare d'Argenton-sur-Creuse, à 7 km, sur cette ligne.
Tendu est desservie par la ligne N du Réseau de mobilité interurbaine.
L'aéroport le plus proche est l'aéroport de Châteauroux-Centre, à 30 km.

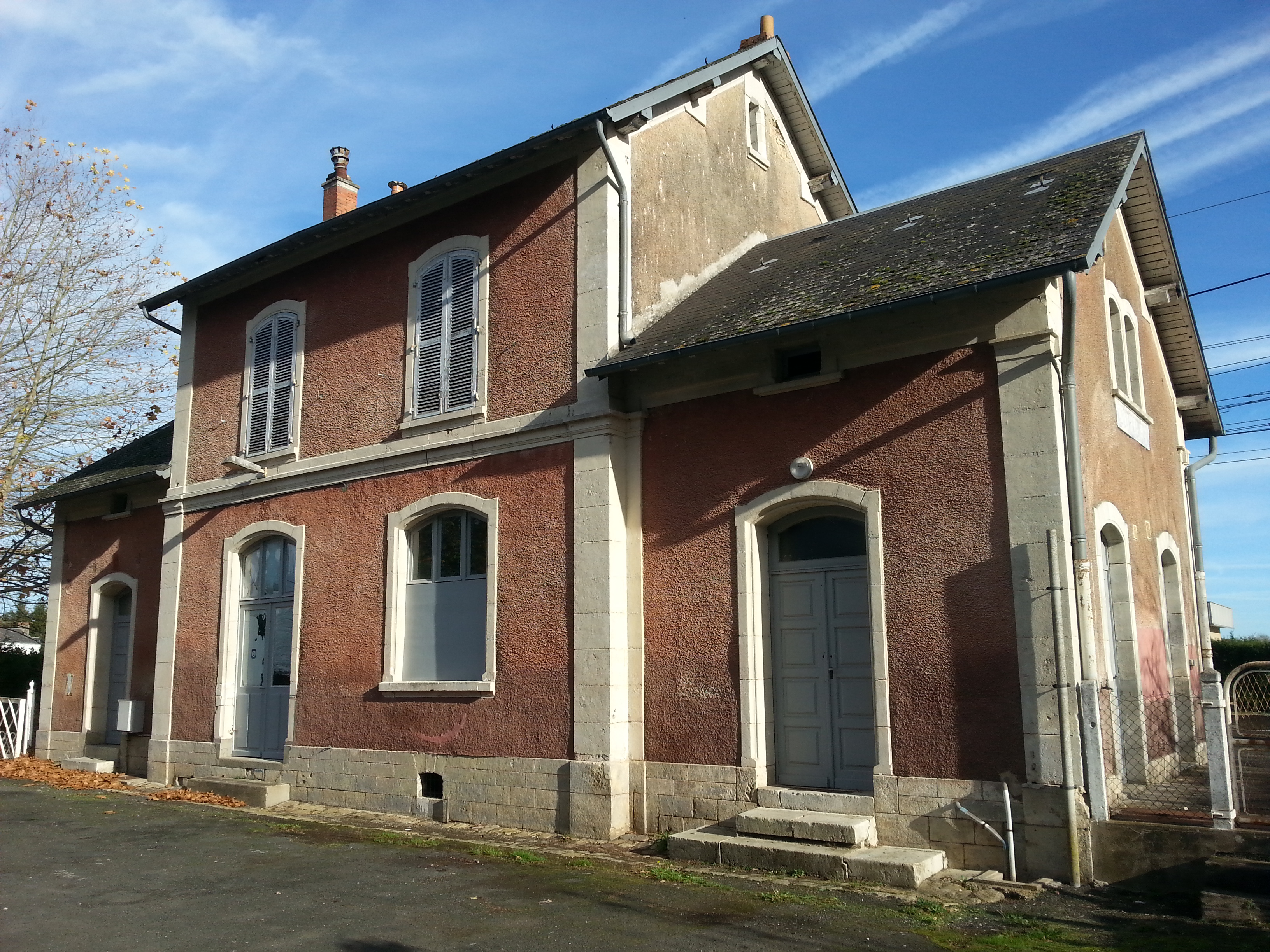
La gare de Lothiers en 2015.

## Urbanisme

### Typologie
Au 1er janvier 2024, Tendu est catégorisée commune rurale à habitat dispersé, selon la nouvelle grille communale de densité à sept niveaux définie par l'Insee en 2022.
Elle est située hors unité urbaine. Par ailleurs la commune fait partie de l'aire d'attraction de Châteauroux, dont elle est une commune de la couronne,. Cette aire, qui regroupe 71 communes, est catégorisée dans les aires de 50 000 à moins de 200 000 habitants,.

### Occupation des sols
L'occupation des sols de la commune, telle qu'elle ressort de la base de données européenne d’occupation biophysique des sols Corine Land Cover (CLC), est marquée par l'importance des territoires agricoles (68 % en 2018), une proportion identique à celle de 1990 (68 %). La répartition détaillée en 2018 est la suivante : 
terres arables (40,6 %), forêts (30,7 %), prairies (20,6 %), zones agricoles hétérogènes (6,8 %), eaux continentales (0,7 %), zones urbanisées (0,6 %). L'évolution de l’occupation des sols de la commune et de ses infrastructures peut être observée sur les différentes représentations cartographiques du territoire : la carte de Cassini (XVIIIe siècle), la carte d'état-major (1820-1866) et les cartes ou photos aériennes de l'IGN pour la période actuelle (1950 à aujourd'hui).

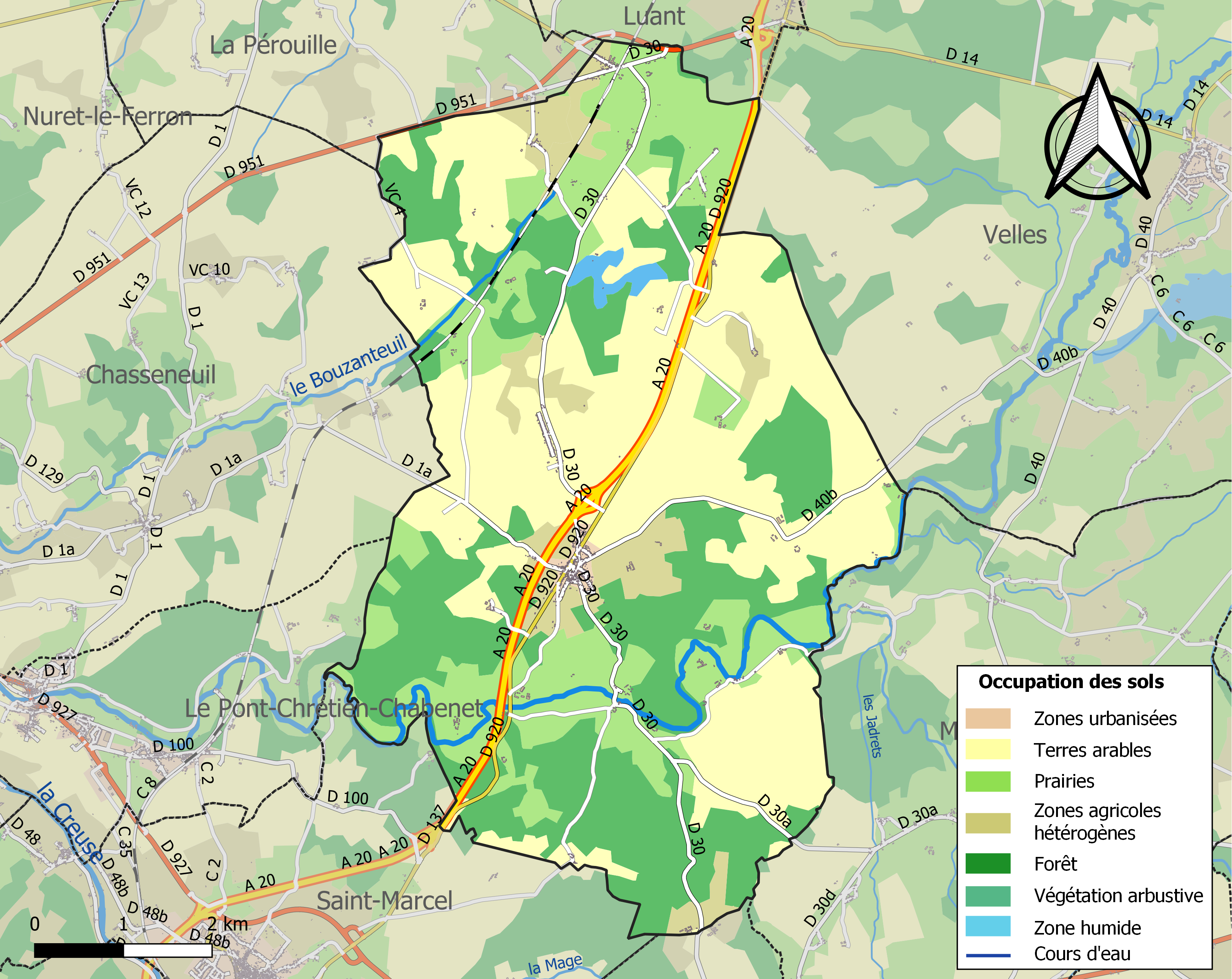
Carte des infrastructures et de l'occupation des sols de la commune en 2018 (CLC).

### Logement
Le tableau ci-dessous présente le détail du secteur des logements de la commune :
| Date du relevé                                              | 2013   |
| Nombre total de logements                                   | 340    |
| Résidences principales                                      | 77,1 % |
| Résidences secondaires                                      | 14,4 % |
| Logements vacants                                           | 8,5 %  |
| Part des ménages propriétaires de leur résidence principale | 76,4 % |

### Risques majeurs
Le territoire de la commune de Tendu est vulnérable à différents aléas naturels : météorologiques (tempête, orage, neige, grand froid, canicule ou sécheresse), feux de forêts et séisme (sismicité faible). Il est également exposé à un risque technologique, le transport de matières dangereuses. Un site publié par le BRGM permet d'évaluer simplement et rapidement les risques d'un bien localisé soit par son adresse soit par le numéro de sa parcelle.

#### Risques naturels
Pour anticiper une remontée des risques de feux de forêt et de végétation vers le nord de la France en lien avec le dérèglement climatique, les services de l’État en région Centre-Val de Loire (DREAL, DRAAF, DDT) avec les SDIS ont réalisé en 2021 un atlas régional du risque de feux de forêt, permettant d’améliorer la connaissance sur les massifs les plus exposés. La commune, étant pour partie dans le massif de Chäteauroux, est classée au niveau de risque 4, sur une échelle qui en comporte quatre (1 étant le niveau maximal).

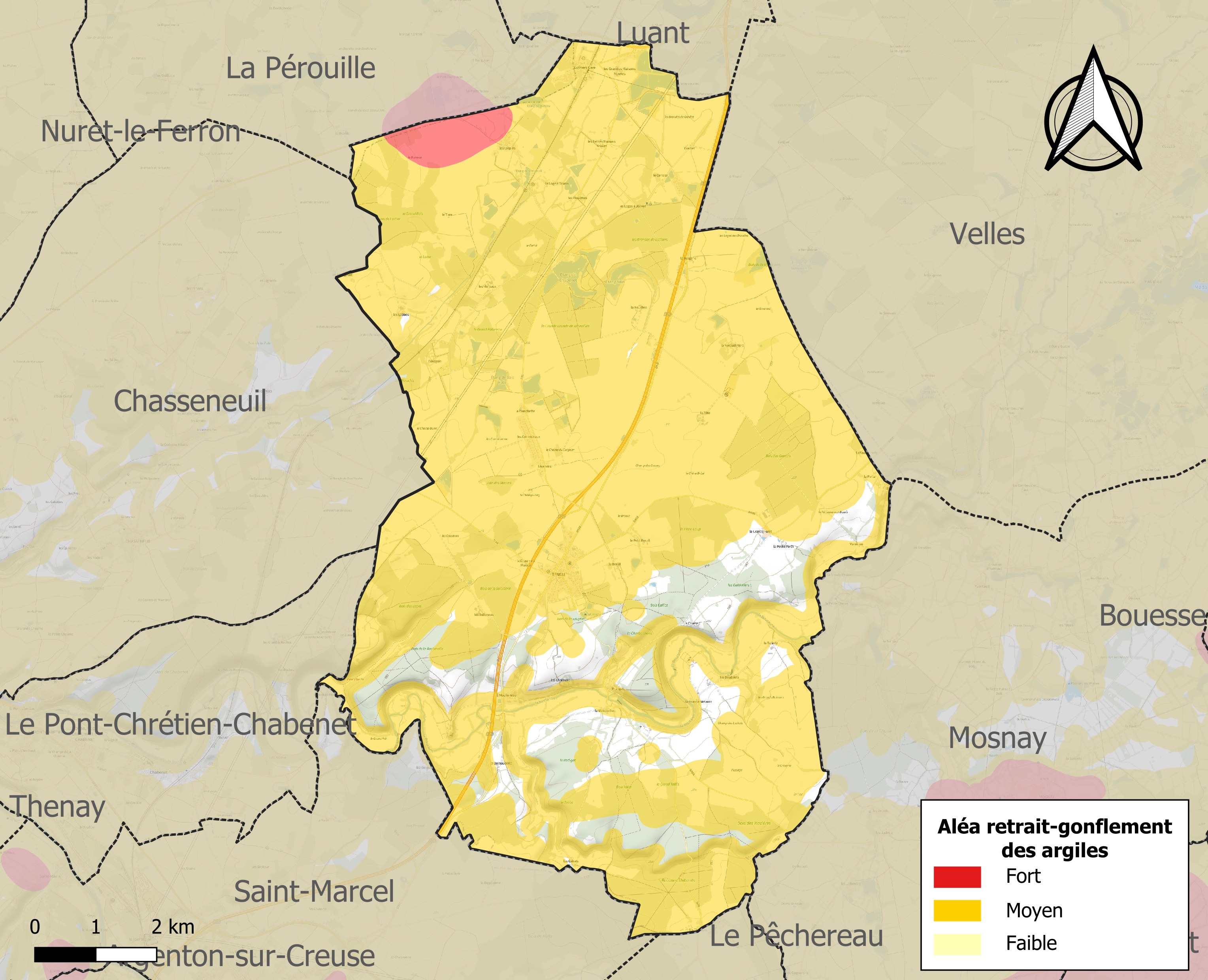
Carte des zones d'aléa retrait-gonflement des sols argileux de Tendu.

Le retrait-gonflement des sols argileux est susceptible d'engendrer des dommages importants aux bâtiments en cas d’alternance de périodes de sécheresse et de pluie. 87,3 % de la superficie communale est en aléa moyen ou fort (84,7 % au niveau départemental et 48,5 % au niveau national). Sur les 343 bâtiments dénombrés sur la commune en 2019, 323 sont en aléa moyen ou fort, soit 94 %, à comparer aux 86 % au niveau départemental et 54 % au niveau national. Une cartographie de l'exposition du territoire national au retrait gonflement des sols argileux est disponible sur le site du BRGM,.
Concernant les mouvements de terrains, la commune a été reconnue en état de catastrophe naturelle au titre des dommages causés par la sécheresse en 2018 et par des mouvements de terrain en 1999.

#### Risques technologiques
Le risque de transport de matières dangereuses sur la commune est lié à sa traversée par des infrastructures routières ou ferroviaires importantes ou la présence d'une canalisation de transport d'hydrocarbures. Un accident se produisant sur de telles infrastructures est en effet susceptible d’avoir des effets graves au bâti ou aux personnes jusqu’à 350 m, selon la nature du matériau transporté. Des dispositions d’urbanisme peuvent être préconisées en conséquence.

## Toponymie
Ses habitants sont appelés les Tendunois.

## Histoire
Le 6 décembre 1918, deux trains de soldats de retour de permission sont entrés en collision en gare de Lothiers, à la suite d'un épais brouillard. Cet accident aura fait 74 morts.
Tendu a connu pendant la Seconde Guerre mondiale une activité de Résistance. En 1941, le maire du village, Auguste Chantraine, s'engagea dans la Résistance (pseudo Octave) et fut arrêté puis déporté. Il est mort à Mauthausen.
Plusieurs agents secrets du service secret britannique Special Operations Executive furent envoyés en mission en France et parachutés à Tendu, au lieu-dit Le Cerisier. Dans la nuit du 6 au 7 septembre 1941, ce fut le cas pour Benjamin Cowburn, Victor Gerson, George Langelaan, Michael Trotobas, Jean du Puy et André Bloch. Dans la nuit du 22 au 23 septembre 1943, ce fut le tour de Pearl Witherington.
La commune fut par ailleurs rattachée du 27 décembre 1993 au 31 décembre 2016 à la communauté de communes du pays d'Argenton-sur-Creuse.

## Politique et administration
La commune dépend de l'arrondissement de Châteauroux, du canton d'Argenton-sur-Creuse, de la deuxième circonscription de l'Indre et de la communauté de communes Éguzon - Argenton - Vallée de la Creuse.
| Période                                  | Période   | Identité                | Étiquette           | Qualité                       |
| ---------------------------------------- | --------- | ----------------------- | ------------------- | ----------------------------- |
| 1874                                     | 1879      | Louis Périsse Delagrave | ?                   | ?                             |
| 1879                                     | ?         | Georges Jouslin         | ?                   | Conseiller général de l'Indre |
| 1936                                     | 1941      | Auguste Chantraine      | Fédération paysanne | Agriculteur                   |
| mars 2001                                | mars 2008 | Albert Poulet           | ?                   | ?                             |
| mars 2008                                | mars 2014 | Jean-Paul Cacitti       | ?                   | Retraité                      |
| mars 2014                                | En cours  | David Rodriguez         | ?                   | Enseignant                    |
| Les données manquantes sont à compléter. |           |                         |                     |                               |

## Population et société

### Démographie
L'évolution du nombre d'habitants est connue à travers les recensements de la population effectués dans la commune depuis 1793. Pour les communes de moins de 10 000 habitants, une enquête de recensement portant sur toute la population est réalisée tous les cinq ans, les populations de référence des années intermédiaires étant quant à elles estimées par interpolation ou extrapolation. Pour la commune, le premier recensement exhaustif entrant dans le cadre du nouveau dispositif a été réalisé en 2006.

En 2022, la commune comptait 654 habitants, en évolution de +0,93 % par rapport à 2016 (Indre : −3 %, France hors Mayotte : +2,11 %).
| 1793 | 1800 | 1806 | 1821 | 1831 | 1836 | 1841 | 1846 | 1851 |
| ---- | ---- | ---- | ---- | ---- | ---- | ---- | ---- | ---- |
| 538  | 569  | 589  | 527  | 608  | 639  | 625  | 674  | 639  |

| 1856 | 1861 | 1866 | 1872 | 1876 | 1881 | 1886 | 1891 | 1896 |
| ---- | ---- | ---- | ---- | ---- | ---- | ---- | ---- | ---- |
| 660  | 666  | 662  | 729  | 714  | 742  | 741  | 785  | 766  |

| 1901 | 1906 | 1911 | 1921 | 1926 | 1931 | 1936 | 1946 | 1954 |
| ---- | ---- | ---- | ---- | ---- | ---- | ---- | ---- | ---- |
| 765  | 771  | 756  | 699  | 670  | 600  | 595  | 570  | 557  |

| 1962 | 1968 | 1975 | 1982 | 1990 | 1999 | 2006 | 2011 | 2016 |
| ---- | ---- | ---- | ---- | ---- | ---- | ---- | ---- | ---- |
| 504  | 483  | 417  | 465  | 446  | 451  | 541  | 609  | 648  |

| 2021 | 2022 | - | - | - | - | - | - | - |
| ---- | ---- | - | - | - | - | - | - | - |
| 652  | 654  | - | - | - | - | - | - | - |

### Enseignement
La commune dépend de la circonscription académique de La Châtre.

### Médias
La commune est couverte par les médias suivants : La Nouvelle République du Centre-Ouest, Le Berry républicain, L'Écho - La Marseillaise, La Bouinotte, Le Petit Berrichon, L'Écho du Berry, France 3 Centre-Val de Loire, Berry Issoudun Première, Vibration, Forum, France Bleu Berry et RCF en Berry.

## Économie
La commune se situe dans l’aire urbaine de Châteauroux, dans la zone d’emploi de Châteauroux et dans le bassin de vie d'Argenton-sur-Creuse.
La commune se trouve dans l'aire géographique et dans la zone de production du lait, de fabrication et d'affinage du fromage Valençay.

## Culture locale et patrimoine

### Lieux et monuments
- Le dolmen des Thibauts est le plus ancien monument de la commune.
- Vestiges gallo-romains
- Château de Prunget (XIIe et XVe siècles) : il fait l’objet d’un classement au titre des monuments historiques, depuis le 14 mars 1927[37].
- Château des Sallerons (XIXe siècle)
- Château de Mazières : il fait l’objet d’un classement au titre des monuments historiques, depuis le 5 avril 1988[38].
- Château de La Rocherolle
- Château du Broutay (XVe et XVIe siècles) : il est situé le long de la Bouzanne.
- Église Saint-Étienne (XVe siècle) : la « Cloche », notice no PM36000289 est inscrite depuis le 24 juillet 1989, sur la base Palissy du ministère de la Culture.
- Monument aux morts
- Plaques commémoratives : deux plaques rendent hommage à Auguste Chantraine, ancien maire et résistant, l’une à la mairie et l’autre au lieu-dit Le Cerisier.
- Cavités souterraines : Résurgence de la Chaise, Perte des Thibauts et Gouffre de la Tuilerie

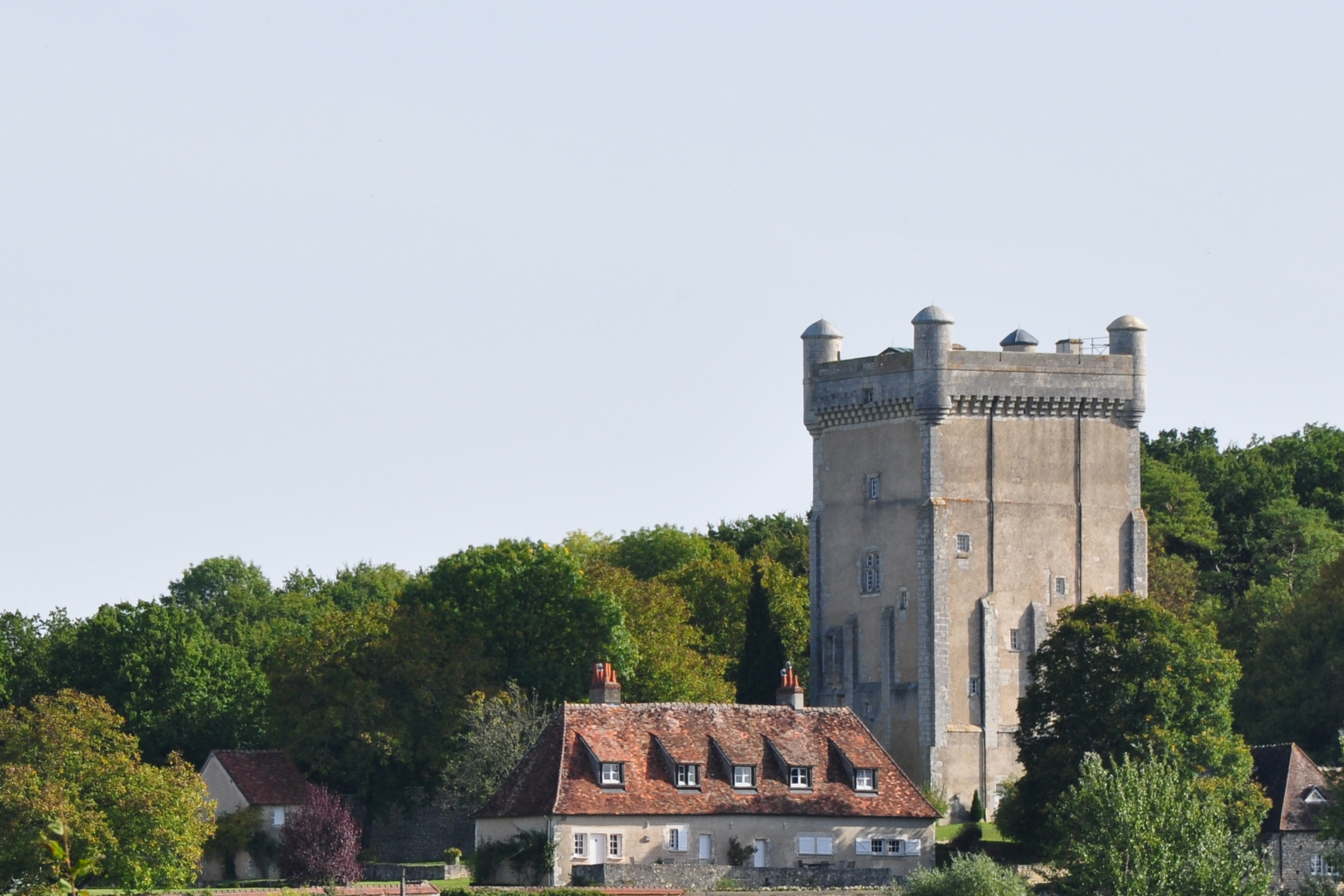
Le château de Prunget en 2011.
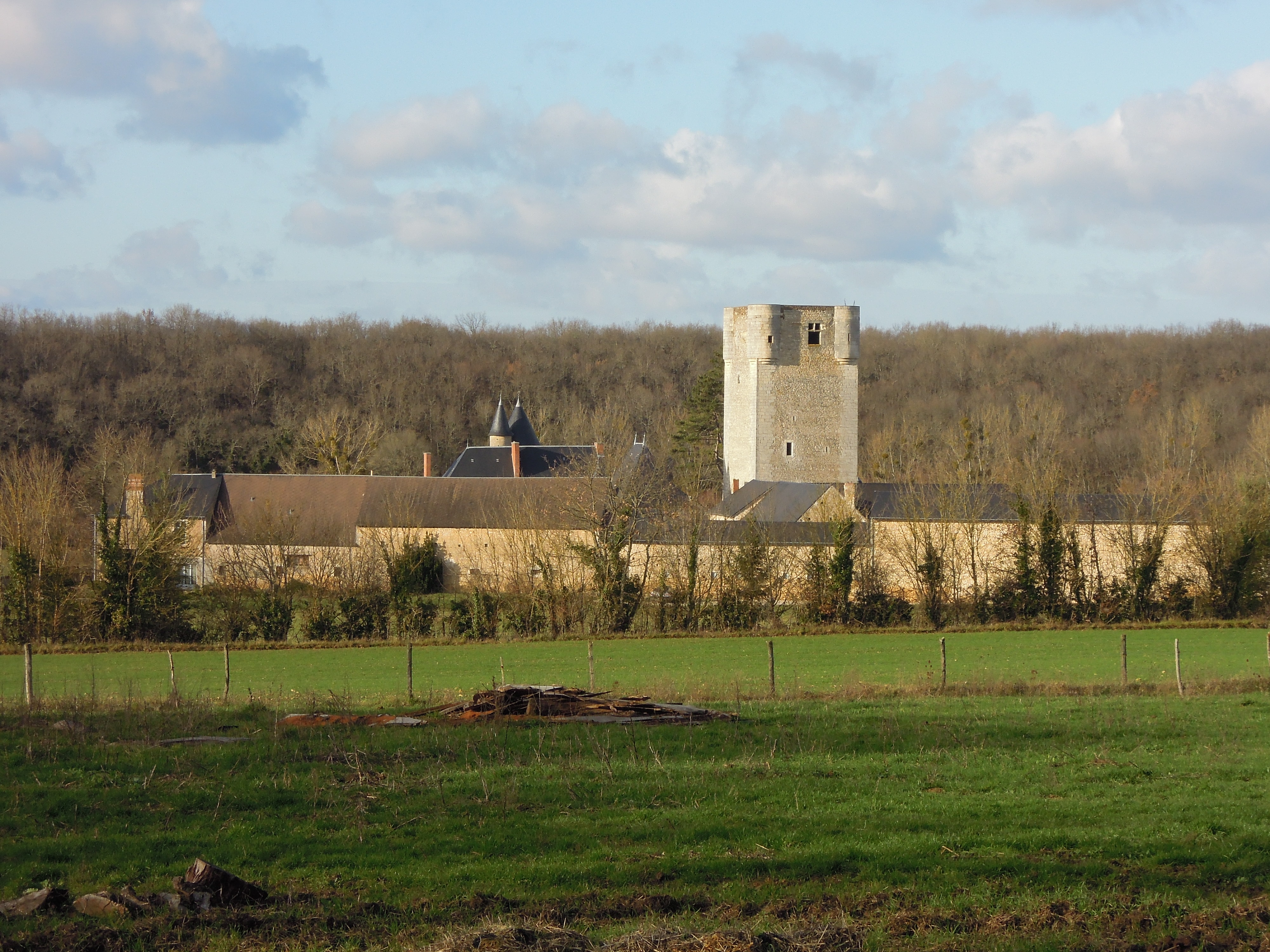
Le château de Mazières en 2011.
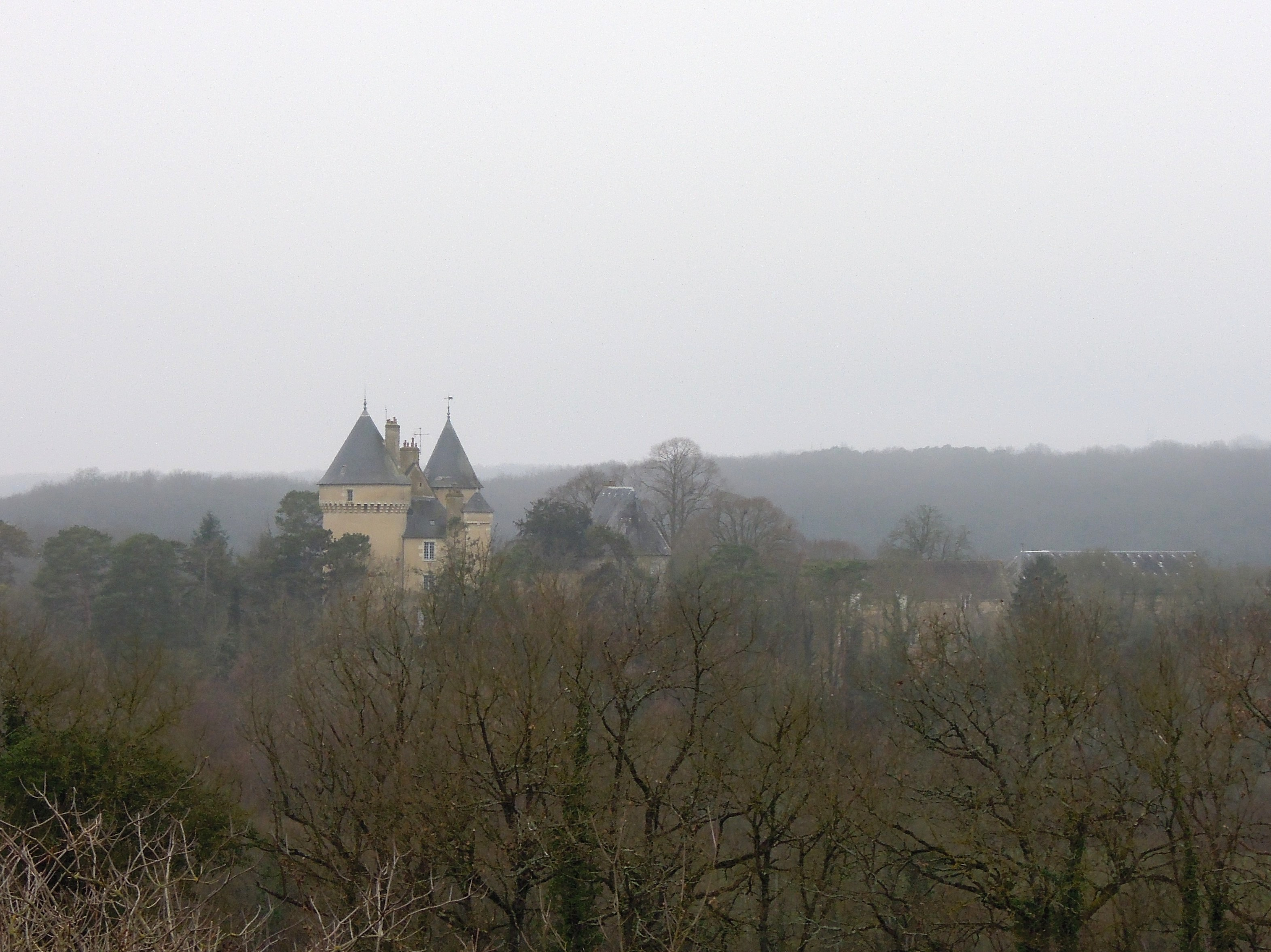
Le château de la Rocherolle en 2011.
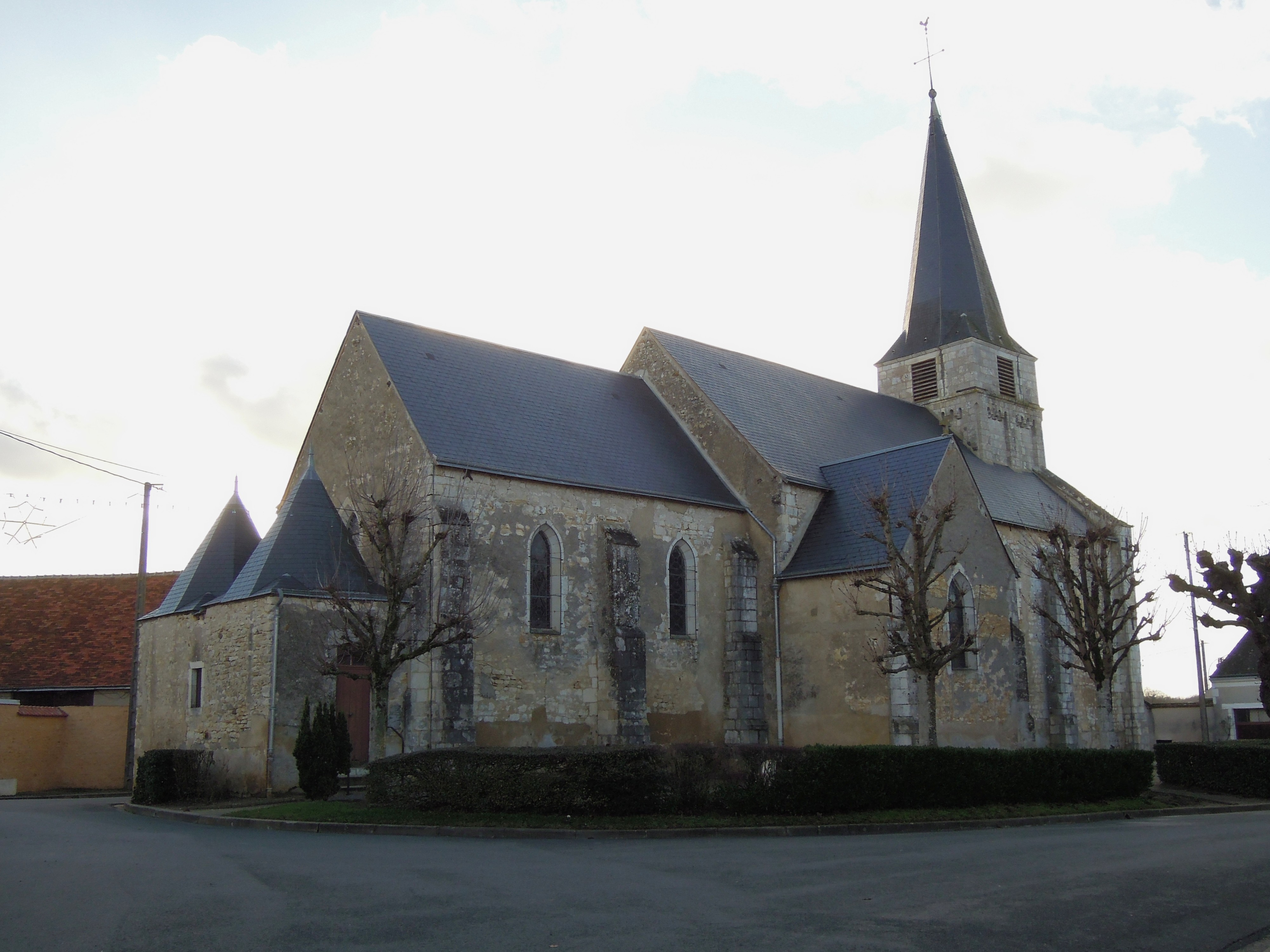
L'église Saint-Étienne en 2011.

### Personnalités liées à la commune
- Alfred Dauvergne (1824-1885), architecte, notamment de nombreux édifices civils et religieux dans l'Indre, mort au Pêchereau et inhumé dans la commune.
- Auguste Chantraine (1896-1945), résistant.